# Judo tại Đại hội Thể thao Đông Nam Á 1987
Judo tại Đại hội Thể thao Đông Nam Á năm 1987 diễn ra từ 11 đến 15 tháng 9 năm 1987 tại Senayan Sports Complex, Jakarta, Indonesia. Chương trình thi đấu bao gồm các nội dung cá nhân ở nhiều hạng cân dành cho cả nam và nữ, với 10 hạng cân ở nam và 10 hạng cân ở nữ.
Chủ nhà Indonesia tiếp tục khẳng định vị thế thống trị Judo Đông Nam Á khi nhất toàn đoàn với 8 huy chương vàng, trong khi đó đoàn Thái Lan xếp thứ hai với 5 huy chương vàng.

## Tóm tắt kết quả

### Nam
| Hạng cân               | Vàng                | Bạc            | Đồng                   |
| ---------------------- | ------------------- | -------------- | ---------------------- |
| Dưới 65 kg             | Yosoont Boonyaleka  | Jumantoro      | Tan Soon Onn           |
| Extra-light (+60 kg)   | Jerry Dino          | Tail Jein      | Agus Priyono Salim     |
| Half-light (60–65 kg)  | Yosoont Boonyaleka  | Jumantoro      | Tan Soon Onn           |
| Light (65–71 kg)       | Bambang Prakarsa    | Edmond Tan     | K. Polsak              |
| Half-middle (71–78 kg) | Andrea Macion       | Than Maung     | Liber Sianthri         |
| Middle (78–86 kg)      | Hussabo Rajachaniva | Liber Sianthri | Oscar Bautista         |
| Dưới 71 kg             | Bambang Prakarsa    | Tan Yoke Ban   | T. Panulsukk           |
| Dưới 95 kg             | Hengky Titral       | C. Supot       | Than Htay              |
| Trên 95 kg             | Ho Yen Chye         | Rene McNremmy  | Perrence Pantouw       |
| Open                   | Perrence Pantouw    | Ceto Cosadek   | Ho Yen Chye Than Maung |

### Nữ
| Hạng cân               | Vàng               | Bạc                | Đồng                           |
| ---------------------- | ------------------ | ------------------ | ------------------------------ |
| Dưới 48 kg             | Piraya Sontanaluck | Yeni Idayani       | Than Than Tin                  |
| Dưới 53 kg             | Kiu Kiu Myint      | Prateet Sirima     | Chua Cheng Nei                 |
| Half-light (48–52 kg)  | Kyi Kyi Wai        | Prateet Sirima     | Chua Cheng Nei                 |
| Dưới 56 kg             | Enny Tri Astuti    | Y. Lamain          | See See Myint                  |
| Light (52–56 kg)       | Enny Tri Astuti    | Lani Yardthong     | Hla Hla Mint                   |
| Half-middle (56–61 kg) | Thant Phyu Phyu    | Erna Puspitawati   | chỉ có 2 VĐV tranh tài         |
| Half-middle (61–66 kg) | Helena Papilaya    | Somporn Yompdakdee | only two competitors           |
| Dưới 73 kg             | Khin Mu Mu         | Pujawati Utama     | Soonluk                        |
| Trên 73 kg             | Supatra Yompakdee  | Joice Rumampuk     |                                |
| Open                   | Helena Papilaya    | Ida Iriani         | Thant Phyu Phyu Chua Cheng Nei |

## Bảng huy chương
| Hạng               | Đoàn               | Vàng | Bạc | Đồng | Tổng số |
| ------------------ | ------------------ | ---- | --- | ---- | ------- |
| 1                  | Indonesia (INA)    | 8    | 9   | 3    | 20      |
| 2                  | Thái Lan (THA)     | 5    | 6   | 3    | 14      |
| 3                  | Myanmar (MYA)      | 4    | 2   | 6    | 12      |
| 4                  | Philippines (PHI)  | 2    | 1   | 1    | 4       |
| 5                  | Singapore (SIN)    | 1    | 2   | 5    | 8       |
| Tổng số (5 đơn vị) | Tổng số (5 đơn vị) | 20   | 20  | 18   | 58      |